# Берлингтон (Северна Дакота)
Берлингтон (енгл. Burlington) град је у америчкој савезној држави Северна Дакота.

## Демографија
По попису из 2010. године број становника је 1.060, што је 36 (-3,3%) становника мање него 2000. године.
| Група             | 2000.         | 2010.       |
| Белци             | 1.048 (95,6%) | 988 (93,2%) |
| Афроамериканци    | 6 (0,5%)      | 1 (0,1%)    |
| Азијати           | 2 (0,2%)      | 2 (0,2%)    |
| Хиспаноамериканци | 10 (0,9%)     | 22 (2,1%)   |
| Укупно            | 1.096         | 1.060       |